# 就在这里
《就在這裡》（日语：ここに）為關西傑尼斯8的第41張單曲。於2018年9月5日發行。。

## 概要
- 與前作《請回答》相隔約10個月發行。
- 為澀谷昴退出後，以六人體制發行的首張單曲。
- CD以初回限定盤、普通盤、201∞限定盤三種版本發行。其中201∞限定盤為期間限定商品，限定販售至2018年12月為止。

## 收錄曲

### 初回限定盤
CD
1. 就在這裡 - [4:44]
作詞・作曲：WANIMA　編曲：Peach
  - 朝日電視台『関ジャム完全燃SHOW』片尾曲
  - WANIMA首次為其他歌手提供的樂曲。
2. 寶物 - [4:14]
作詞・作曲：BERRY GOODMAN　編曲：BERRY GOODMAN、大西省吾
  - 關西電視台「カンテレ開局60周年記念」主題曲

特典DVD
1. 「就在這裡」Music Clip & Making
2. 「就在這裡」個別視角（1視角×6成員）

### 201∞盤
日本期間限定販售至2018年12月為止
CD
1. 就在這裡 - [4:44]
作詞・作曲：WANIMA　編曲：Peach

特典DVD
1. 「關8樂曲創作完全公開♫『"Project A to Z" 正因為這種時候更要燦爛笑容 〜為大阪本地創作最佳樂曲篇〜』」

### 普通盤
CD
1. 就在這裡 - [4:44]
作詞・作曲：WANIMA　編曲：Peach
2. 寶物 - [4:14]
作詞・作曲：BERRY GOODMAN　編曲：BERRY GOODMAN、大西省吾
3. All you need is laugh - [3:25]
作詞・作曲：錦戶亮、安田章大　編曲：錦戶亮、Peach
  - 日本環球影城的遊樂設施『Hollywood Dream - The Ride』搭載曲
  - 本作201∞盤DVD特典影像「關8樂曲創作完全公開♫『"Project A to Z" 正因為這種時候更要燦爛笑容 〜為大阪本地創作最佳樂曲篇〜』」制作曲
4. 就在這裡（Original Karaoke）
5. 寶物（Original Karaoke）
6. All you need is laugh（Original Karaoke）

## 脚注
1. ↑  【オリコン】関ジャニ∞、28作連続シングル首位 通算36作目
2. ↑  【ビルボード】関ジャニ∞「ここに」が247,357枚を売り上げ、シングルとルックアップの2冠で総合首位獲得
3. ↑  【ビルボード】関ジャニ∞『ここに』が247,357枚を売り上げ週間シングル・セールス首位　乃木坂46『ジコチューで行こう！』は累計120万枚を余裕で突破
4. ↑  一般社団法人 日本レコード協会｜各種統計
5. ↑  WANIMA提供楽曲がニューシングルに決定！ （页面存档备份，存于） 関ジャニ∞公式サイト 2018年7月16日

## 外部連結
- ここに （页面存档备份，存于） - 関ジャニ∞公式サイト
- ここに （页面存档备份，存于） - Johnny's net